# Daniel Reiche
Daniel Reiche (* 14. März 1988 in Braunschweig) ist ein ehemaliger deutscher Fußballspieler.

## Karriere
Reiche spielte in seiner Jugend für mehrere kleine Vereine in der Region seiner Geburtsstadt Braunschweig, bevor er als 15-Jähriger zum VfL Wolfsburg ging. Dort stieg er 2006 von der Jugend in die zweite Mannschaft auf und etablierte sich sofort als Stammspieler. In seinem ersten Jahr gelang der Aufstieg von der Oberliga in die Regionalliga Nord.
Auch in den folgenden beiden Jahren hatte Reiche einen festen Platz in der Innenverteidigung der Reserve bei den Niedersachsen. Anfang der Saison 2008/09 wurde er auch für die erste Mannschaft nominiert und kam am vierten Spieltag zu einem Bundesligaeinsatz für das Profiteam, das am Ende der Saison den ersten Meistertitel in der Vereinsgeschichte feiern konnte.
Zur Saison 2010/11 wechselte Reiche zum Zweitligisten MSV Duisburg, für den in seinem ersten Jahr 17 Spiele bestritt. In der folgenden Saison wurde Reiche nicht mehr im Profikader berücksichtigt und spielte nur noch für die Duisburger Reserve in der NRW-Liga.
Im Mai 2012 verpflichtete der Drittligist SV Babelsberg 03 Reiche. Mit dem Verein stieg er in der Saison 2012/13 als Tabellenvorletzter in die Regionalliga ab. Reiche verließ daraufhin Babelsberg und schloss sich dem FC Viktoria Köln an. Bei der Viktoria wurde der ehemalige Wolfsburger Stammspieler. In der Saison 2016/17 wurde er mit der Viktoria Meister der Regionalliga West. In der Saison 2018/19 wurde Reiche mit Viktoria erneut Meister der Regionalliga und stieg in die 3. Liga auf. Reiche kündigte an, Viktoria Köln nach der Saison zu verlassen und zurück in seine niedersächsische Heimat zu gehen.

## Erfolge
- Meister der Regionalliga West: 2016/17, 2018/19 (jeweils mit Viktoria Köln)
- Aufstieg in die 3. Liga 2018/19 mit Viktoria Köln
- Mittelrheinpokalsieger: 2013/14, 2014/15, 2015/16, 2017/18 (jeweils mit Viktoria Köln)
- Deutscher Meister 2009 mit dem VfL Wolfsburg (ein Einsatz)
- Aufstieg in die Regionalliga Nord 2007 mit dem VfL Wolfsburg II
- Einzug mit dem MSV Duisburg in das DFB-Pokal-Finale (sechs Einsätze)